# 池間亮弥
池間 亮弥（いけま りょうや、1997年11月11日 - ）は、日本のプロボクサー。広島県広島市出身。第10代WBC世界ユースライトフライ級チャンピオン。広島拳闘会所属。

## 来歴
2013年8月6日に日本ではプロテスト受験資格が17歳以上の為、異例の15歳でのタイでプロデビュー。1回TKO勝ちで白星を飾ったが、2014年3月21日にバンコクで行われた試合では判定負けでプロ初黒星を喫した。
そして2015年3月15日に福岡市九電記念体育館で大石剛志とミニマム級4回戦を戦い、4回2分20秒TKO勝ちを収めて日本デビューを白星で飾った。
2016年10月9日に広島市NTTクレドホールで、OPBF東洋太平洋ライトフライ級8位 デトラノーン・オムクラサックとライトフライ級8回戦を行い、8回3-0（80-74、79-74、78-74）自身初の判定勝ちで勝利を収めた。
その後2018年4月8日に沖縄県豊見城体育館で行われた「MUGEN～挑vol.8」にて、ABFアジアライトフライ級王者 モンコル・カムソッマットと WBC世界ライトフライ級ユース王座決定戦を行い、10回3-0（97-92×2、96-93）判定勝ちを収めて世界ユース王座獲得に成功した。

## 獲得タイトル
- WBC世界ライトフライ級ユース王座（防衛0）

## 戦績
- プロボクシング - 14戦11勝3敗（9KO）[8]